# Bulbina
Bulbine frutescens je vrsta cvetne biljke iz roda Bulbine''. Ime ove biljke dolazi od grčke reči koja znači luk ili gomolj, mada biljke nemaju gomoljastu bazu.
Ona je brzo rastuća, razgranata, trajnica s mesnatim, linearnim zelenim lišćem u suprotnim redovima i dugačkom stabljikom. Sa svežih listova se cedi želatinozna tečnost, koja sadrži aktivne antibakterijske materije. Cvetovi su u obliku male  šestodelne zvezde provedene na uspravnim stabljikama. Cveta na proleće (ili povremeno  na jesen mada nešto manje). Latice su žute ili ponekad narandžaste boje, sa privlačnim mekanim žutim prašnikom i odaje utisak dvobojnog izgleda. Privlači pčele,leptire, ptice. Plod je malen, zaobljene kapsule  i sadrži crne semenke.
Popularna vrtna biljka, ali nažalost u našem području ona ne može prezimiti napolju, mora se unositi u prostoriju gde se ne preporučuje temperatura niža od 5 C.
Biljka se u plemenu Zulu vekovima tradicionalno koristi. Često se uzgaja zbog svojih lekovitih svojstava. U narodnoj medicini se koristi sveže iscedjen gel iz listova, koji leči bolesti kože, ekcem, ispucale usne, ubod insekata, posekotine i opekotine. 

## Zemljište
Zahteva dobro drenirano zemljište pH od 6,1 do 7,8. Uz minimalnu negu izgledaće dobro tokom cele godine. Tolerantna je na sušni period. Razmnožava se semenom, i matičnim reznicama na proleće.

## Položaj sadnje
Najbolje uspeva na sunčanoj poziciji, mada se može gajiti i u polusenci.